# 有線誘導ミサイル

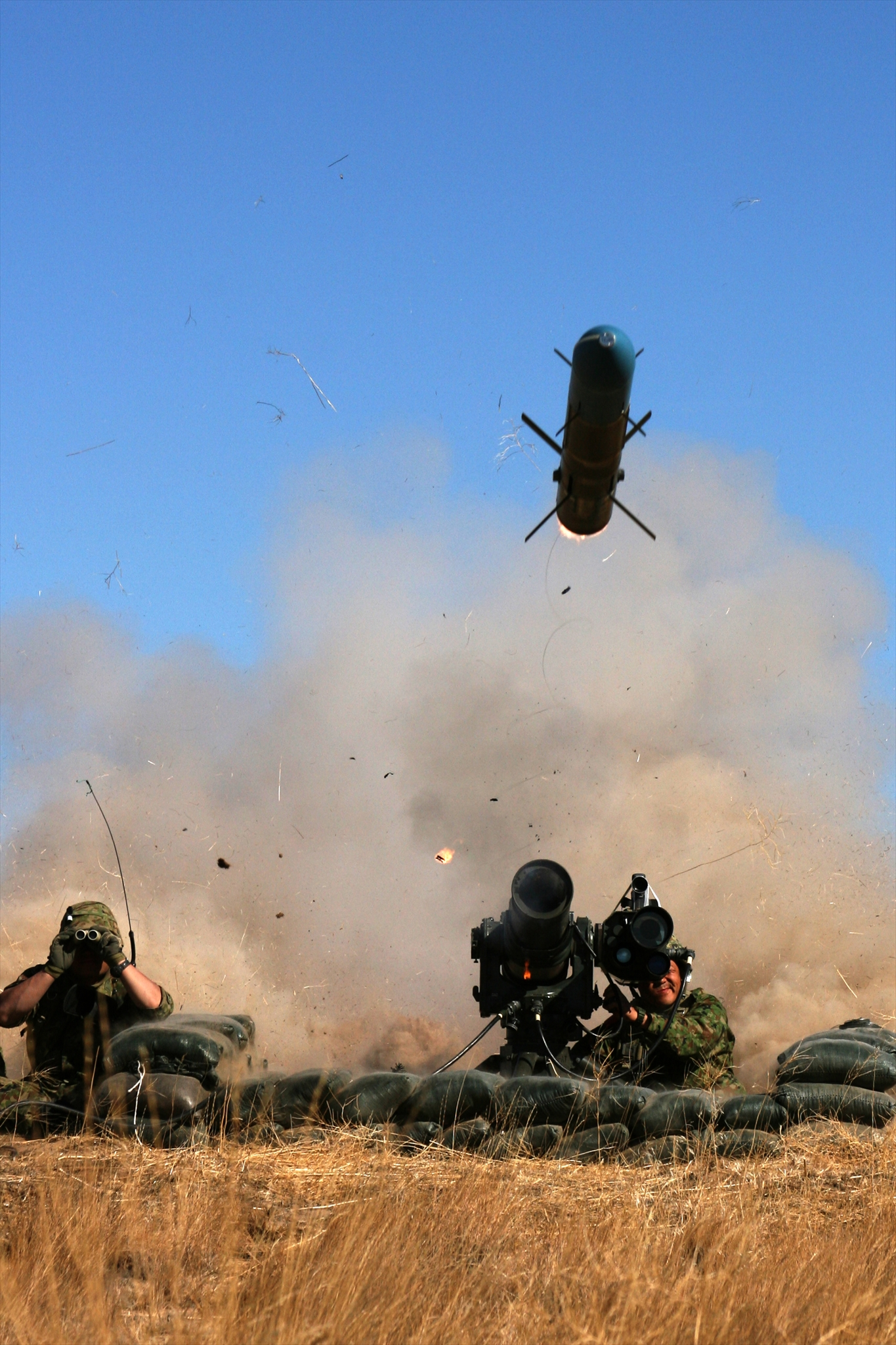
79式対舟艇対戦車誘導弾の発射

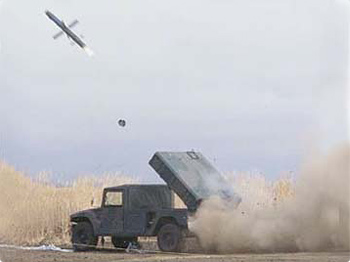
96式多目的誘導弾システムの発射

有線誘導ミサイル（ゆうせんゆうどうミサイル、英語: Wire-guided missile）は、有線通信によって誘導されるミサイル。対戦車兵器としての利用がほとんどである。

## 概要
ミサイルの誘導方式として、特に対戦車ミサイルでは有線通信による指令誘導が広く使われてきた。これは多数目標に対して多数のミサイルが発射されると誘導すべきミサイルが同時に空中に存在することになり、電波による無線通信では混信が懸念されたためであった。
電線では送ることができる情報量に限度があり、指令信号以外の情報の送受は無理であった。その後、光ファイバーが実用化されると、より多くの情報を送受可能となり、例えば飛翔中のミサイルに搭載したカメラから捉えた情報を地上側に送信して、これに基づいてミサイルを誘導することもできるようになった。
なお電線や光ファイバーを曳いて飛翔することから、速度はおおむね亜音速であり、ミサイルの形状は比較的自由に決めることができる。特に電線を曳く場合は飛翔速度・距離ともに遅く短く制約されるが、光ファイバーであればこれらの制約はある程度緩和され、対空兵器としての応用も可能となっている。ただしこの場合でも、ミサイルの速度は300メートル毎秒を大きく超えるような高速にはできないなど制約が残るため、特に攻撃ヘリコプターに搭載して空対地ミサイルとして用いる場合には、レーザー誘導や、理想的にはファイア・アンド・フォーゲット性を備えたミサイルが望ましいとされる。

## 主な誘導方式とミサイル
- 手動指令照準線一致誘導方式（MCLOS）
  - 9M14 (AT-3「サガー」)
  - 64式対戦車誘導弾
  - スウィングファイア
- 半自動指令照準線一致誘導方式（SACLOS）
  - ミラン
  - BGM-71 TOW
  - 79式対舟艇対戦車誘導弾
- ミサイル経由追尾（TVM）
  - YMGM-157
  - ポリフェム
  - 96式多目的誘導弾システム
  - ALAS
  - LORANA